# L’Anse
L'Anse település az Amerikai Egyesült Államok Michigan államában, [[| megyében]]. 

## Népesség
A település népességének változása: